# Lijst van koningen van Israël

Stamboom van de koningen van Israël, evenals die van Juda

Dit is een lijst van de opeenvolgende koningen van het koninkrijk Israël.

## Voor de splitsing
In de periode voorafgaande aan de koningsperiode werkten er volgens de Hebreeuwse Bijbel rechters voor een van de twaalf stammen van de Israëlieten of voor een bepaalde stad. Van een verenigd bestuur was nog geen sprake; "iedereen deed wat in zijn eigen ogen goed was" (Rechters 21:25). In die periode riep Abimelech zichzelf tot koning uit. Hij regeerde drie jaar. Dit zou rond 1130 v.Chr. zijn geweest.
Volgens de Bijbelse chronologie vroegen de Israëlieten God rond het eind van de 11e eeuw v.Chr. om een koning, waarna ontstond wat nu wel het Verenigd Koninkrijk Israël wordt genoemd.

### Huis van Saul
- 1022 v.Chr.–1000 v.Chr.: Saul
- 1000 v.Chr.–998 v.Chr.: Isboset

### Huis van David
- 1000 v.Chr.–962 v.Chr.: David
- 962 v.Chr.–932 v.Chr.: Salomo

Bij de troonsbestijging van Salomo's zoon Rechabeam in 931 v.Chr. viel het rijk uiteen in het koninkrijk Juda en het koninkrijk Israël.

## Huis van Jerobeam
- 931 v.Chr.–901 v.Chr.: Jerobeam I
- 901 v.Chr.–900 v.Chr.: Nadab

## Huis van Basa
- 900 v.Chr.–877 v.Chr.: Basa
- 877 v.Chr.–876 v.Chr.: Ela

## Huis van Zimri
- 876 v.Chr.–876 v.Chr.: Zimri

## Huis van Omri
- 876 v.Chr.–869 v.Chr.: Omri
- 869 v.Chr.–850 v.Chr.: Izebel en Achab
- 850 v.Chr.–849 v.Chr.: Ahazia
- 849 v.Chr.–842 v.Chr.: Joram

## Huis van Jehu
- 842 v.Chr.–815 v.Chr.: Jehu
- 815 v.Chr.–801 v.Chr.: Joahaz
- 801 v.Chr.–786 v.Chr.: Johas
- 786 v.Chr.–746 v.Chr.: Jerobeam II
- 746 v.Chr.–746 v.Chr.: Zacharia

## Huis van Jabes
- 745 v.Chr.–745 v.Chr.: Sallum

## Huis van Menahem
- 745 v.Chr.–738 v.Chr.: Menahem
- 738 v.Chr.–737 v.Chr.: Pekahia

## Huis van Pekach
- 737 v.Chr.–732 v.Chr.: Pekach

## Huis van Hosea
- 732 v.Chr.–722 v.Chr.: Hosea

## Val vanSamaria
Val van Samaria 722 v.Chr. veroverd door Sargon II van Assyrië